# Finnåstjärnen, Medelpad
Finnåstjärnen är en sjö i Ånge kommun i Medelpad och ingår i Ljungans huvudavrinningsområde.